# Gulići
Gulići (tal. Gulli) su bivše naseljeno mjesto u sastavu grada Poreča, Istarska županija, Republika Hrvatska.

## Povijest
Selo je bilo u vlasništvu kneževske obitelji Gulich (Također su napisali Gulli, Gulli, Gulli, Güllich, Gulich). Do teritorijalne reorganizacije u Hrvatskoj nalazili su se u sastavu stare općine Poreč. Na popisu stanovništva 2001. godine, naselje je ukinuto i pripojeno naselju Poreč.
- Zaključati Gulići
- Natpis Matthäus Gulich (Gulici)
- Grb Matthäus Gulich (Gulici)

## Stanovništvo
| Broj stanovnika po popisima | Broj stanovnika po popisima | Broj stanovnika po popisima | Broj stanovnika po popisima | Broj stanovnika po popisima | Broj stanovnika po popisima | Broj stanovnika po popisima | Broj stanovnika po popisima | Broj stanovnika po popisima | Broj stanovnika po popisima | Broj stanovnika po popisima | Broj stanovnika po popisima | Broj stanovnika po popisima | Broj stanovnika po popisima |
| --------------------------- | --------------------------- | --------------------------- | --------------------------- | --------------------------- | --------------------------- | --------------------------- | --------------------------- | --------------------------- | --------------------------- | --------------------------- | --------------------------- | --------------------------- | --------------------------- |
| 1857.                       | 1869.                       | 1880.                       | 1890.                       | 1900.                       | 1910.                       | 1921.                       | 1931.                       | 1948.                       | 1953.                       | 1961.                       | 1971.                       | 1981.                       | 1991.                       |
| 0                           | 0                           | 33                          | 41                          | 55                          | 47                          | 0                           | 0                           | 41                          | 14                          | 13                          | 8                           | 38                          | 100                         |

Napomena: U 1857., 1869., 1921. i 1931. podaci su sadržani u naselju Poreč. Od 1880. do 1910. i u 1948. iskazivano kao dio naselja. U 2001. pripojeno naselju Poreč.

### Popis 1991.
Na popisu stanovništva 1991. godine, naseljeno mjesto Gulići je imalo 100 stanovnika, sljedećeg nacionalnog sastava:
| Popis 1991.  | Popis 1991.  | Popis 1991. | Popis 1991. | Popis 1991. |
| ------------ | ------------ | ----------- | ----------- | ----------- |
|              |              |             |             |             |
| Hrvati       | Hrvati       |             | 54.00       | 54.00       |
| Jugoslaveni  | Jugoslaveni  |             | 7.00        | 7.00        |
| Srbi         | Srbi         |             | 7.00        | 7.00        |
| Muslimani    | Muslimani    |             | 6.00        | 6.00        |
| Talijani     | Talijani     |             | 2.00        | 2.00        |
| Slovenci     | Slovenci     |             | 2.00        | 2.00        |
| region. opr. | region. opr. |             | 12.00       | 12.00       |
| nepoznato    | nepoznato    |             | 10.00       | 10.00       |
| ukupno: 100  |              |             |             |             |